# Jari Räsänen
Jari Kalevi Räsänen (ur. 28 stycznia 1966 w Maaninka) – fiński biegacz narciarski, dwukrotny medalista olimpijski i czterokrotny medalista mistrzostw świata.

## Kariera
Jego olimpijskim debiutem były igrzyska w Calgary, gdzie zajął 30. miejsce w biegu na 15 km techniką klasyczną. Na igrzyskach olimpijskich w Albertville Mika Kuusisto, Harri Kirvesniemi, Jari Räsänen i Jari Isometsä zdobyli brązowy medal w sztafecie. Räsänen w swoim najlepszym indywidualnym starcie, w biegu na 10 km techniką klasyczną, zajął 15. miejsce. Podczas igrzysk olimpijskich w Lillehammer osiągnął swój najlepszy indywidualny wynik olimpijski zajmując 6. miejsce w biegu pościgowym. Ponadto Finowie w składzie: Mika Myllylä, Harri Kirvesniemi, Jari Räsänen i Jari Isometsä powtórzyli wynik z Albertville zdobywając brązowy medal w sztafecie 4 × 10 km. Na późniejszych igrzyskach Räsänen już nie startował.
W 1989 r. zadebiutował na mistrzostwach świata biorąc udział w mistrzostwach w Lahti. Wraz z Akim Karvonenem, Harrim Kirvesniemim i Karim Ristanenem zdobył srebrny medal w sztafecie. Na tych samych mistrzostwach osiągnął swój najlepszy wynik indywidualny w startach na mistrzostwach świata zajmując 5. miejsce w biegu na 15 km techniką dowolną. Na mistrzostwach świata w Val di Fiemme w 1991 r. wspólnie z kolegami zdobył kolejny medal w sztafecie tym razem brązowy. Mistrzostwa świata w Falun w 1993 r. były jedynymi, na których nie zdobył medalu. W indywidualnych startach jego najlepszym wynikiem było 18. miejsce w biegu na 30 km techniką klasyczną, a Finowie z Räsänenem w składzie zajęli 4. miejsce w sztafecie. Zarówno na mistrzostwach świata w Thunder Bay jak i na mistrzostwach w Trondheim Räsänen wspólnie z kolegami zdobywał srebrne medale w sztafecie. Indywidualnie plasował się poza czołową dziesiątką.
Najlepsze wyniki w Pucharze Świata uzyskał w sezonie 1993/1994, kiedy to zajął 13. miejsce w klasyfikacji generalnej. Nigdy nie stawał na podium zawodów Pucharu Świata. W 1997 r. zakończył karierę.
Jego ojciec Veikko Räsänen również uprawiał biegi narciarskie.

## Osiągnięcia

### Igrzyska olimpijskie
| Miejsce | Dzień     | Rok  | Miejscowość | Konkurencja             | Czas biegu | Strata   | Zwycięzca            |
| ------- | --------- | ---- | ----------- | ----------------------- | ---------- | -------- | -------------------- |
| 30.     | 19 lutego | 1988 | Calgary     | 15 km stylem klasycznym | 41:18,9    | +3:45,6  | Michaił Diewiatjarow |
| 8.      | 22 lutego | 1988 | Calgary     | Sztafeta 4 × 10 km      | 1:43:58,6  | +4:25,4  | Szwecja              |
| 15.     | 13 lutego | 1992 | Albertville | 10 km stylem klasycznym | 27:36,0    | +1:49,2  | Vegard Ulvang        |
| 19.     | 15 lutego | 1992 | Albertville | 10+15 km pościgowy      | 1:05:37,9  | +3:28,0  | Bjørn Dæhlie         |
| 3.      | 18 lutego | 1992 | Albertville | Sztafeta 4 × 10 km      | 1:39:26,0  | +1:56,9  | Norwegia             |
| 31.     | 22 lutego | 1992 | Albertville | 50 km stylem dowolnym   | 2:03:41,5  | +11:12,1 | Bjørn Dæhlie         |
| 11.     | 14 lutego | 1994 | Lillehammer | 30 km stylem dowolnym   | 1:12:26,4  | +3:44,3  | Thomas Alsgaard      |
| 12.     | 17 lutego | 1994 | Lillehammer | 10 km stylem klasycznym | 24:20,1    | +1:11,4  | Bjørn Dæhlie         |
| 6.      | 19 lutego | 1994 | Lillehammer | 10+15 km pościgowy      | 1:00:08,8  | +1:54,9  | Bjørn Dæhlie         |
| 3.      | 22 lutego | 1994 | Lillehammer | Sztafeta 4 × 10 km      | 1:41:15,0  | +1:00,6  | Włochy               |

### Mistrzostwa świata
| Miejsce | Dzień     | Rok  | Miejscowość   | Konkurencja             | Czas biegu | Strata  | Zwycięzca                     |
| ------- | --------- | ---- | ------------- | ----------------------- | ---------- | ------- | ----------------------------- |
| 5.      | 20 lutego | 1989 | Lahti         | 15 km stylem dowolnym   | 40:39,6    | +42,5   | Gunde Svan                    |
| 2.      | 24 lutego | 1989 | Lahti         | Sztafeta 4 × 10 km      | 1:40:12,3  | +1,3    | Szwecja                       |
| 13.     | 26 lutego | 1989 | Lahti         | 50 km stylem dowolnym   | 2:15:24,9  | +6:54,5 | Gunde Svan                    |
| 17.     | 18 lutego | 1991 | Val di Fiemme | 30 km stylem klasycznym | 1:16:12,4  | +2:31,9 | Gunde Svan                    |
| 12.     | 9 lutego  | 1991 | Val di Fiemme | 15 km stylem dowolnym   | 36:57,2    | ?       | Bjørn Dæhlie                  |
| 3.      | 15 lutego | 1991 | Val di Fiemme | Sztafeta 4 × 10 km      | 1:39:47,3  | +2:24,7 | Norwegia                      |
| 26.     | 26 lutego | 1991 | Val di Fiemme | 50 km stylem dowolnym   | 2:03:31,6  | +7:50,3 | Gunde Svan                    |
| 18.     | 20 lutego | 1993 | Falun         | 30 km stylem klasycznym | 1:17:33,6  | +3:03,0 | Bjørn Dæhlie                  |
| 21.     | 22 lutego | 1993 | Falun         | 10 km stylem klasycznym | 24:51,6    | +1:15,0 | Sture Sivertsen               |
| 24.     | 24 lutego | 1993 | Falun         | 10+15 km pościgowy      | 1:01:45,0  | +3:10,4 | Bjørn Dæhlie Władimir Smirnow |
| 4.      | 26 lutego | 1993 | Falun         | Sztafeta 4 × 10 km      | 1:44:14,9  | +2:22,7 | Norwegia                      |
| 27.     | 11 marca  | 1995 | Thunder Bay   | 10 km stylem klasycznym | 24:52,3    | +1:59,5 | Władimir Smirnow              |
| 17.     | 13 marca  | 1995 | Thunder Bay   | 10+15 km pościgowy      | 1:06:19,5  | +2:13,6 | Władimir Smirnow              |
| 2.      | 17 marca  | 1995 | Thunder Bay   | Sztafeta 4 × 10 km      | 1:34:27,1  | +43,4   | Norwegia                      |
| 19.     | 21 lutego | 1997 | Trondheim     | 30 km stylem dowolnym   | 1:06:28,2  | +2:59,5 | Aleksiej Prokurorow           |
| 2.      | 28 lutego | 1997 | Trondheim     | Sztafeta 4 × 10 km      | 1:37:06,1  | +2:11,2 | Norwegia                      |

### Mistrzostwa świata juniorów
| Miejsce | Dzień     | Rok  | Miejscowość | Konkurencja             | Wynik     | Strata  | Zwycięzca         |
| ------- | --------- | ---- | ----------- | ----------------------- | --------- | ------- | ----------------- |
| 10.     | 13 lutego | 1986 | Lake Placid | 10 km stylem klasycznym | 26:58,3   | +1:03,2 | Giennadij Łazutin |
| 3.      | 15 lutego | 1986 | Lake Placid | Sztafeta 3 × 10 km      | 1:23:19,4 | +1:13,7 | ZSRR              |
| 7.      | 17 lutego | 1986 | Lake Placid | 30 km stylem dowolnym   | 1:18:12,8 | +3:40,4 | Giennadij Łazutin |

### Puchar Świata

#### Miejsca w klasyfikacji generalnej
- sezon 1987/1988: 53.
- sezon 1988/1989: 27.
- sezon 1989/1990: 22.
- sezon 1990/1991: 43.
- sezon 1991/1992: 44.
- sezon 1992/1993: 38.
- sezon 1993/1994: 13.
- sezon 1994/1995: 44.
- sezon 1995/1996: 73.
- sezon 1996/1997: 79.

#### Miejsca na podium
Räsänen nigdy nie stanął na podium zawodów Pucharu Świata.